# Văn phòng Sự vụ Đài Loan
Văn phòng sự vụ Đài Loan của Quốc vụ viện (giản thể: 国务院台湾事务办公室; phồn thể: 國務院台灣事務辦公室 hay 國務院臺灣事務辦公室; bính âm: Guówùyuàn Táiwān Shìwù Bàngōngshì Quốc vụ viện Đài Loan sự vụ biện công thất, đôi khi được gọi tắt thành giản thể: 国台办; phồn thể: 國台辦 or 國臺辦; bính âm: guó tái bàn, Quốc Đài biện) là một cơ quan thuộc Quốc vụ viện của Cộng hòa Nhân dân Trung Hoa. Cơ quan này chịu trách nhiệm thiết lập và thi hành các chủ trương, chính sách liên quan đến Đài Loan.
Theo sự sắp xếp và cho phép của Quốc vụ viện, văn phòng phụ trách những việc liên quan đến các dàn xếp và thỏa thuận với "nhà đương cục Đài Loan" (tức chính quyền Trung Hoa Dân Quốc và các cơ quan trực thuộc. Cơ quan quản lý và liên kết trực tiếp đến các vấn đề thư từ, giao thông, và thương mại xuyên eo biển Đài Loan, quản lý việc đưa tin của các phương tiện truyền thông về Đài Loan, xử lý các sự cố lớn liên quan đến Đài Loan.
Tính đến năm 2019, người phát ngôn hiện tại của văn phòng là Chu Phượng Liên.

## Chủ nhiệm
| Chủ nhiệm        | Chủ nhiệm                                 |
| ---------------- | ----------------------------------------- |
| Tên              | Nhiệm kỳ                                  |
| Đinh Quan Căn    | (1988–1990)                               |
| Vương Triệu Quốc | (1990–1996)                               |
| Trần Vân Lâm     | (1997–2008)                               |
| Vương Nghị       | tháng 9 năm 2008 – 17 tháng 3 năm 2013    |
| Trương Chí Quân  | 17 tháng 3 năm 2013 – 21 tháng 3 năm 2018 |
| Lưu Kết Nhất     | 21 tháng 3 năm 2018 — Đương nhiệm         |